# スティーブ・チェルンドロ
スティーヴ・チェルンドロ（Steve Cherundolo, 1979年2月19日 - ）は、アメリカ合衆国・イリノイ州ロックフォード出身の元サッカー選手、サッカー指導者。現役時代のポジションはディフェンダー。元アメリカ代表。メジャーリーグサッカー・ロサンゼルスFC監督。

## 経歴
1998-99シーズン終盤にブンデスリーガ2部のハノーファー96に加入。翌年右サイドバックのポジションを確保するも、シーズン終盤に膝の負傷で戦線離脱し、シドニーオリンピック出場のチャンスも逃すこととなった。翌2001-02シーズンは30試合に出場し、チームの1部昇格に貢献。ブンデスリーガ初挑戦となった2003-04シーズンもレギュラーを確保し、33試合に出場した。
2005年にはプレミアリーグのボルトン・ワンダラーズFCとの移籍がクラブ間合意に至るも契約を拒否し、ハノーファー残留を選択した。
2010-11シーズンからはキャプテンを務めるなど名実ともに同クラブに欠かせない存在となり、15年間の在籍で通算出場試合数は370試合を記録している。
2014年3月19日、長年にわたり悩まされていた膝の故障が完治しないことを主な理由に、現役引退することを発表した。なお、引退後もハノーファーの23歳以下のチームのコーチとしてクラブに残ることになった。
アメリカ合衆国代表としても1999年に代表デビューをして以降継続的に招集され、2002 FIFAワールドカップ、2006 FIFAワールドカップ、2010 FIFAワールドカップの3大会に出場している。
2021年3月12日、USLチャンピオンシップのラスベガス・ライツFCの監督に就任。
2022年1月3日、メジャーリーグサッカーのロサンゼルスFCの監督に就任

## 特徴
小柄な右サイドバック。果敢にサイドを駆け上がってクロスを供給する。相手を的確にマークする粘り強い守備も持ち味。ドイツで長く活躍し、代表でもレギュラーの座を掴んでいる。

## 代表歴

### 出場大会
- アメリカ代表
  - 2002 FIFAワールドカップ
  - 2006 FIFAワールドカップ
  - 2010 FIFAワールドカップ

### 試合数
- 国際Aマッチ 87試合 2得点（1999年-2012年）[3]

| アメリカ代表 | 国際Aマッチ | 国際Aマッチ |
| 年           | 出場        | 得点        |
| ------------ | ----------- | ----------- |
| 1999         | 1           | 0           |
| 2000         | 0           | 0           |
| 2001         | 8           | 0           |
| 2002         | 1           | 0           |
| 2003         | 5           | 0           |
| 2004         | 6           | 0           |
| 2005         | 10          | 0           |
| 2006         | 7           | 1           |
| 2007         | 5           | 1           |
| 2008         | 8           | 0           |
| 2009         | 6           | 0           |
| 2010         | 8           | 0           |
| 2011         | 13          | 0           |
| 2012         | 9           | 0           |
| 通算         | 87          | 2           |

## タイトル

### クラブ
ハノーファー96
- 2. ブンデスリーガ : 2001-02

### 代表
アメリカ代表
- CONCACAFゴールドカップ : 2005